# Faunis sulanus
Faunis sulanus är en fjärilsart som beskrevs av Hans Fruhstorfer 1899. Faunis sulanus ingår i släktet Faunis och familjen praktfjärilar. Inga underarter finns listade i Catalogue of Life.